# Relaciones Alemania-China
Las Relaciones chino-alemanas se establecieron formalmente en 1861, cuando Prusia y el imperio Qing concluyeron el primer tratado chino-alemán durante la Expedición Eulenburg. Diez años más tarde, el imperio alemán fue fundado y el nuevo Estado heredó el tratado prusiano antiguo. Las relaciones fueron, en general, heladas, con Alemania ingresando con potencias imperialistas como Gran Bretaña y Francia en la talla de las esferas de influencia en el Imperio chino.
Los alemanes también participaron en el aplastamiento de la rebelión bóxer. Después de la Primera Guerra Mundial, las relaciones mejoraron gradualmente, aunque poco a poco iba a cambiar durante la década de 1930 cuando Adolf Hitler se alió con Japón. Durante el fin de la Segunda Guerra Mundial, Alemania fue dividida en dos estados: una Alemania Occidental liberal democrática y una Alemania Oriental comunista. Las tensiones de la Guerra Fría llevaron a la alianza de Alemania Occidental con los Estados Unidos contra el comunismo y por lo tanto se aliaron contra China. La parte oriental estaba aliada a través de la Unión Soviética con China. Después de la reunificación de Alemania, las relaciones entre ambos países mejoraron de manera gradual y amplia.

## Primeros contactos

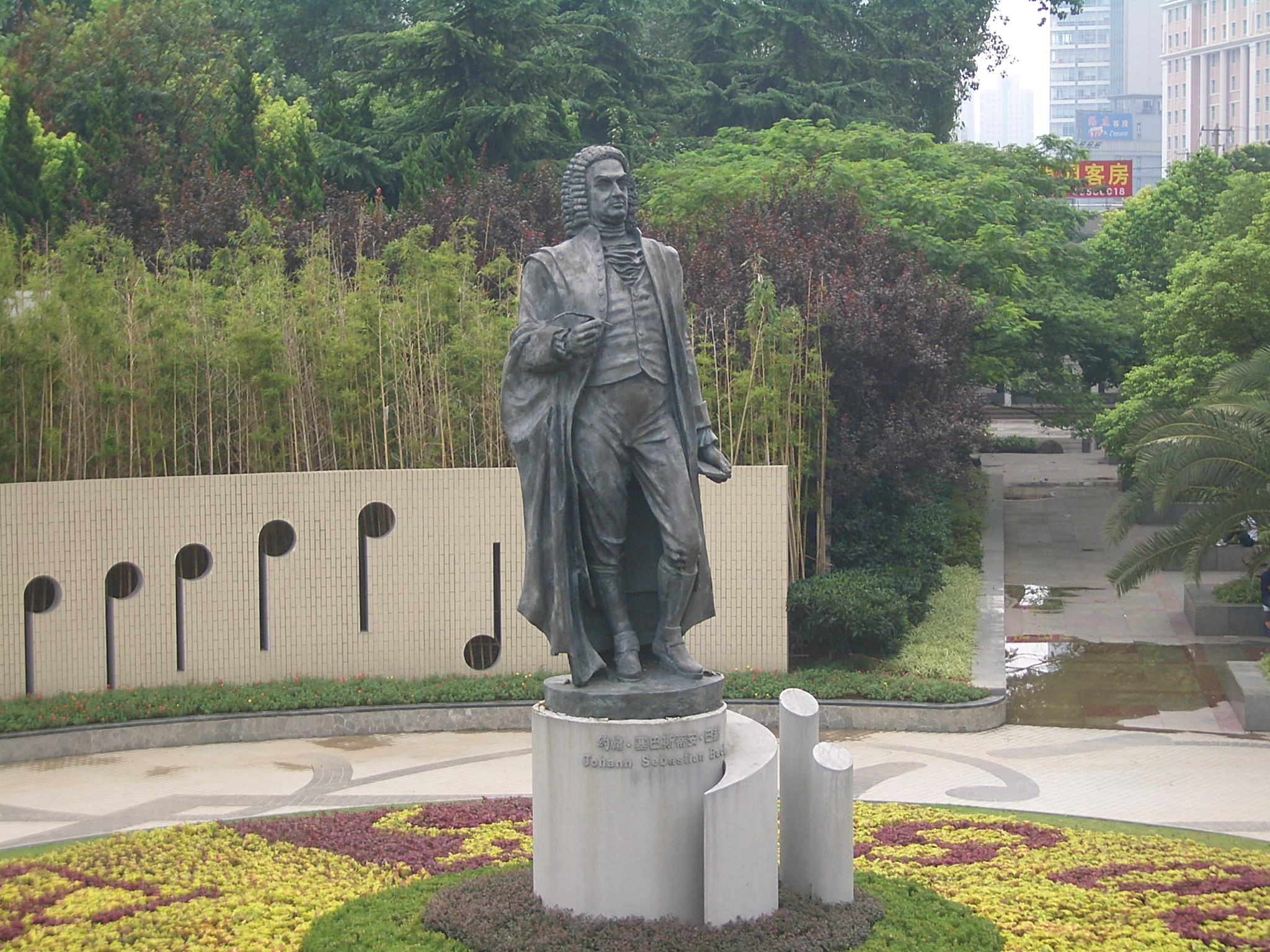
Aunque el compositor alemán J.S. Bach nunca estuvo en China en su vida, su estatua ahora acoge a los visitantes que entran a Shanghái desde la estación de tren principal de la ciudad

A diferencia de Portugal o Holanda, los estados alemanes no estaban involucrados, a nivel estatal, en los primeros contactos(siglos XVI- XVII) entre Europa y China. Sin embargo, un número de alemanes individuo llegó a China en esa época, en particular, misioneros jesuitas. Algunos de ellos desempeñaron un papel importante en la historia de China, al igual que Johann Adam Schall von Bell (en China en 1619-1666), que estaba en Pekín cuando fue tomada por los manchús en 1644, y pronto se convirtió en un consejero de confianza de los primeros líderes Qing. Mientras tanto, en Roma otro jesuita alemán, Athanasius Kircher, que nunca tuvo que ir a China, utiliza los informes de otros jesuitas en China para elaborar China Illustrata, una obra que fue fundamental en la popularización de los conocimientos sobre China entre los lectores de la Europa del siglo XVII.
Los primeros intercambios comerciales entre China y Alemania se produjo a través de Siberia, y estaba sujeto a los impuestos sobre el tránsito por el gobierno ruso. Con el fin de hacer más rentable el comercio, los comerciantes alemanes tomaron la ruta marítima y los primeros barcos mercantes alemanes llegaron a China, a continuación, en la Dinastía Qing, como parte de la Royal Prussian Asian Trading Company de Emden, en la década de 1750.

## Primeras relaciones diplomáticas
En 1859, tras la derrota de China en la segunda guerra del Opio, Prusia envió a la Expedición Eulenburg para negociar tratados comerciales con China, Japón y Siam. El 2 de septiembre de 1861, Friedrich Albrecht zu Eulenburg y un representante del Zongli Yamen firmaron el Tratado de Tianjin, que abrió las relaciones comerciales formales entre China y Prusia, el cual representaba a la Unión Aduanera de Alemania. Prusia se convertiría en la parte dominante y líder de la recién fundado imperio alemán. El tratado regirá las relaciones chino-alemanas hasta la Primera Guerra Mundial, cuando la República de China repudió el tratado unilateralmente,.
Durante el siglo XIX, el comercio exterior chino fue dominado por el Imperio Británico,y Otto von Bismarck estaba ansioso por establecer puntos de apoyo alemán en China para equilibrar el dominio británico. En 1885, Bismarck ordenó al Reichstag aprobar una ley de subvención naviera que ofrecía servicios directos a China. En el mismo año, envió a la banca alemana de primera y grupo de estudio industrial para evaluar las posibilidades de inversión, que condujo a la creación de la Deutsch-Asiatische Bank en 1890. A través de estos esfuerzos, Alemania fue segundo a Gran Bretaña en el comercio y el transporte marítimo en China para 1896.
En 1897, el Imperio Alemán invadió Qingdao y fundó la colonia de la bahía de Jiaozhou. En 1900, Alemania tomó parte en la Alianza de las ocho naciones.

## Cooperación Chino-Alemana (1911-1941)
A pesar de que la intensa cooperación solo duró desde la toma del poder nazi en Alemania en 1933 para el inicio de la guerra con el Imperio de Japón en 1937, y las medidas concretas de reforma industrial se iniciaron formalmente solo en 1936, tuvo un profundo efecto en la modernización de China y la capacidad de resistir a los japoneses en la guerra.
El ministro de Finanzas de China y funcinoarios del Kuomintang HH Kung y otros dos funcionarios chinos del partido visitaron Alemania en 1937 y fueron recibidos por Adolf Hitler.

## División de Alemania y la Guerra Fría (1945-1991)

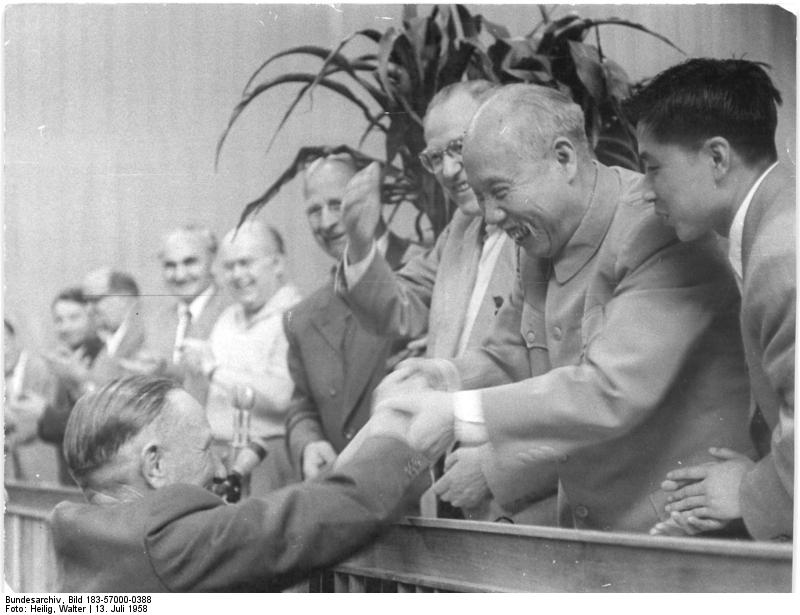
China's Dong Biwu (second from the right) with Otto Grotewohl (third from the right) and Walter Ulbricht (fourth from the right) in Berlin (1958)

## Reunificación de Alemania: las relaciones de amistad con China
Las frecuentes visitas de diplomáticos de alto nivel reconocieron haber ayudado a garantizar el buen desarrollo de las relaciones chino-alemanas. De 1993 a 1998, los líderes alemanes y chinos se reunieron cara a cara 52 veces: Entre los dirigentes chinos que visitaron Alemania fueron el presidente Jiang Zemin, Qiao Shi, expresidente del Comité Permanente del Comité Nacional Congreso del Pueblo (NPC), y Li Peng, ex primer ministro y presidente de la Permanente de la APN. Mientras tanto, los líderes alemanes que visitaron China, incluido el presidente Roman Herzog, el canciller Helmut Kohl, ministro de Relaciones Exteriores Klaus Kinkel y secretario de Estado Federal alemán de Relaciones Exteriores Ludger Volmer. Entre estos dirigentes, el canciller Kohl, visitó China en dos ocasiones en 1993 y 1995. Dado que el nuevo gobierno alemán llegó al poder en octubre de 1998, el Canciller Gerhard Schröder ha hecho tres visitas a China. Uno tras otro, de Alemania llegó el vice primer ministro y ministro de Relaciones Exteriores Joschka Fischer, el ministro de Defensa Rudolf Scharping, y el ministro de Economía y Tecnología Werner Müller. Al mismo tiempo, Alemania acoge con satisfacción al Premier chino Zhu Rongji, ministro de Relaciones Exteriores Tang Jiaxuan, consejero de Estado Wu Yi, el miembro del Comité Central del Buró Político del Partido Comunista Chino Wei Jianxing, así como el vicepresidente Hu Jintao.

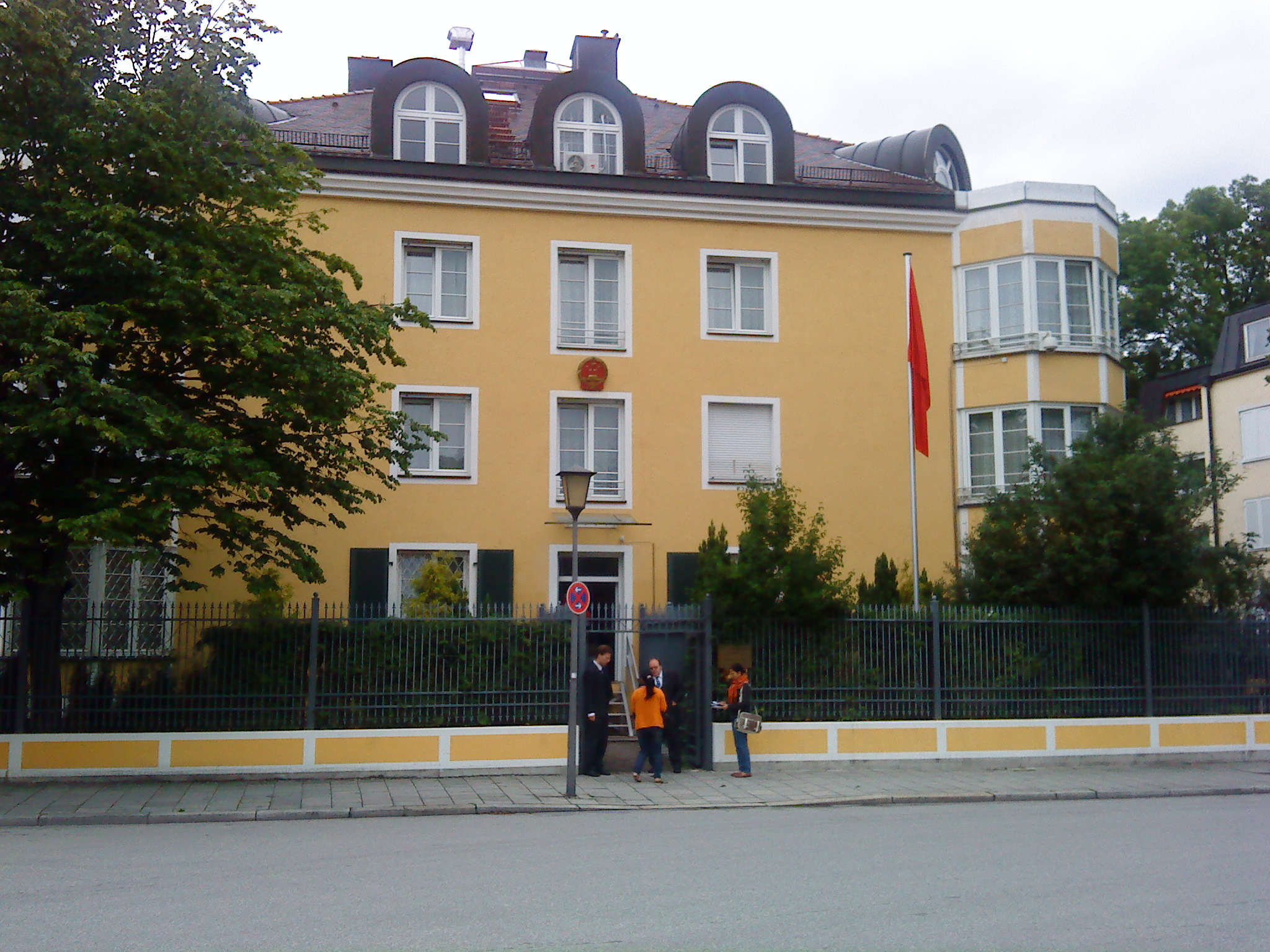
Consulado chino en Múnich

Las relaciones se mantendrían a mejorar después de 1998. Por ejemplo, tanto Pekín y Berlín se opuesieron fervientemente a la invasión de Irak en 2003, y en 2006, tanto en Alemania (la mayor economía y el país más poblado de la Unión Europea) y China mejorarse las relaciones bilaterales políticas, económicas y diplomáticas en el marco de las relaciones chinas-UE, las alianzas estratégicas. En febrero de 2006, el ministro de Relaciones Exteriores alemán Frank-Walter Steinmeier visitó China. Hu Jintao aprecia el cumplimiento del nuevo gobierno de Angela Merkel a la política de una sola China y la alta prioridad que da a las relaciones con la nación asiática.

## Comercio
Alemania es el socio comercial más grande de China y exportador de tecnología en Europa, y el importe de las inversiones alemanas en China ocupa el segundo lugar entre los países europeos, después del Reino Unido.
China es el segundo socio comercial más grande de Alemania fuera de la Unión Europea, después de Estados Unidos.
El volumen comercial entre China y Alemania es que sobrepasan los 100 mil millones de dólares EE. UU. en 2008.